# Inesa Kysel'ova
Inesa Oleksandrivna Kysel'ova, coniugata Pyvovarova (in ucraino Інеса Олександрівна Кисельова-Пивоварова?; Ulan Bator, 5 agosto 1939), è un'ex cestista sovietica.

## Carriera
Con l'Unione Sovietica ha disputato i Campionati mondiali del 1967 e i Campionati europei del 1962.